# Jo Schlesser
Joseph "Jo" Schlesser (18 de maio de 1928 – 7 de julho de 1968) foi um automobilista francês de Fórmula 1.

## Carreira
Piloto de relativo sucesso na França, Schlesser iniciou a carreira em 1952, ao disputar (e vencer) o Rali da Lorena pilotando um Panhard Dyna.
Em 1953, passou a correr em categorias de monopostos, na Coupe du Paris. No ano seguinte, muda-se para a então colônia de Madagáscar. Retorna à França em 1957, pilotando um Mercedes-Benz 300 SL na corrida de estrada entre as cidades de Roma e Liège. Schlesser competiu por diversas outras modalidades de automobilismo até chegar à F-1, em 1966, já com 38 anos.

## Uma curta carreira na F-1

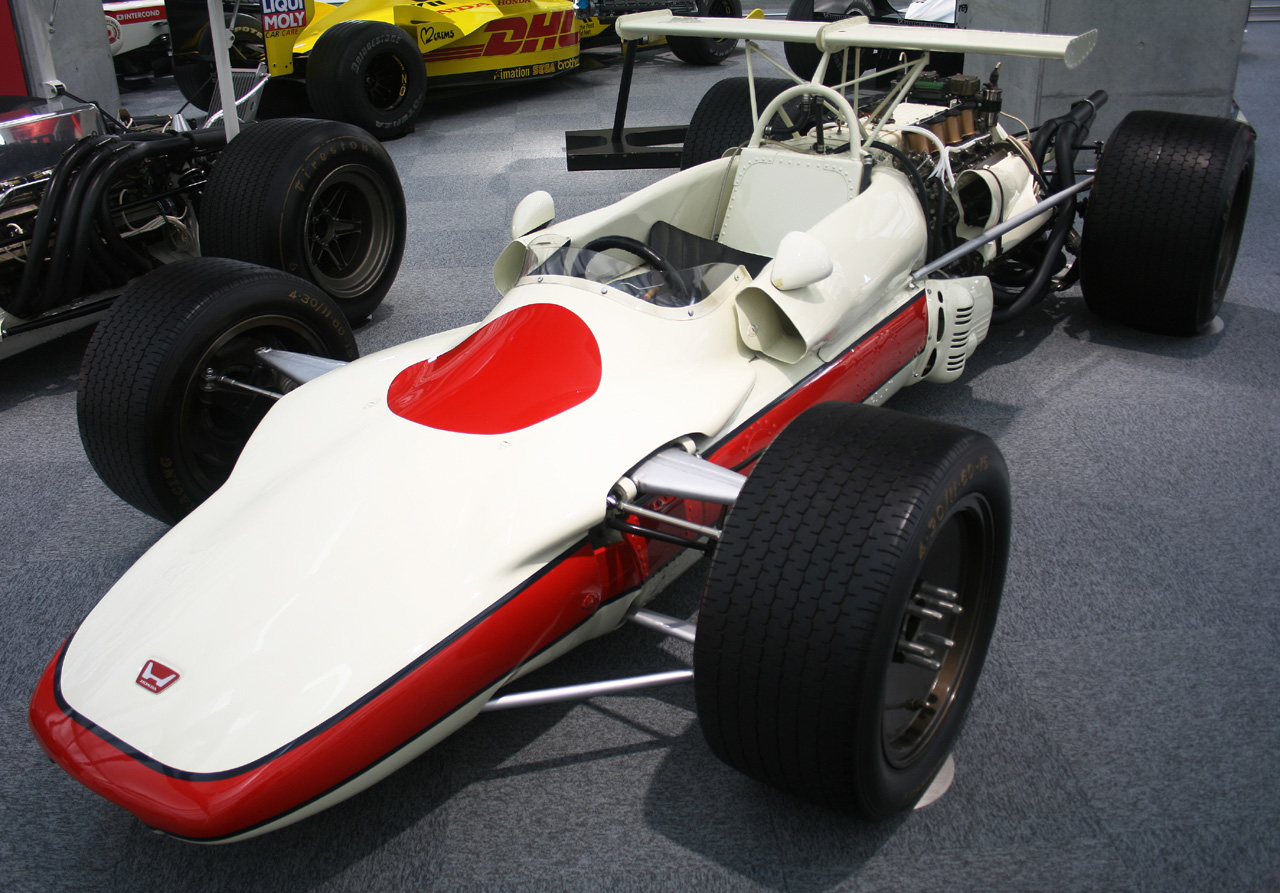
O Honda RA302, carro que Schlesser usou em 1968, seu último ano de carreira - e de vida - na F-1.

Com uma idade muito avançada para os padrões atuais da F-1 (38 anos), Jo Schlesser estrearia na categoria no GP da Alemanha, terminando em décimo lugar. Aquela foi sua única aparição na temporada. Retornou em 1967, novamente para correr na Alemanha, onde abandonou. Ele regressaria ainda em 1968, mas uma tragédia veio a acontecer com o experiente francês.

## A tragédia de Rouen-Les-Essarts
Para 1968, a equipe Honda colocaria na pista o RA302, e teria como piloto principal o próprio Jo Schlesser. John Surtees, na época o titular da equipe, chegou a testar o carro, mas o inglês, campeão de Fórmula 1 em 1964, não quis pilotar. 
Na única corrida que disputou, o GP da França, o RA302 e Schlesser tiveram uma trajetória curta e trágica: o carro roda na curva "Six Frères" e bate lateralmente contra um barranco. Logo em seguida, o monoposto começaria a pegar fogo com Schlesser dentro. Como o RA302 possuía um chassis feito a base de magnésio, não poderia ter outra solução: apenas 49 dias após completar 40 anos de idade, ele perderia a vida. A tragédia fez com que a Honda anunciasse sua saída repentina da F-1 como equipe, voltando à categoria com um time próprio em 2006, logo após comprar a BAR.
O corpo de Schlesser está sepultado no cemitério de Malzéville, perto de Nancy.

## Homenagens a Schlesser
- Em homenagem a Schlesser, seu amigo Guy Ligier batizou os carros da equipe que carregava seu sobrenome com as iniciais JS.
- Vinte anos após a morte de Schlesser, seu sobrinho, Jean-Louis, disputou apenas uma corrida de F-1, em Monza, em 1988, se destacando nos anos seguintes competindo no Rali Dacar.